# Антаблеман
Антаблеман (на френски: entablement) – елемент от някои архитектурни стилове, намиращ се между колонадата и покрива, състоящ се от архитрав, фриз и корниз. Структурата на антаблемана е различна в дорийския, йонийския и коринтския стилове. При римската и възрожденската архитектура височината на антаблемана обикновено е около 1/4 от височината на колоната.